# سالبادور بيرنارديز
سالبادور بيرنارديز (بالإسبانية: Salvador Bernárdez)‏ هو لاعب كرة قدم ومدرب كرة قدم هندوراسي في مركز الوسط، ولد في 6 يناير 1954 في لا سيبا في هندوراس، وتوفي في 18 يوليو 2011 في سان فرانسيسكو في الولايات المتحدة. شارك مع منتخب هندوراس لكرة القدم. أما مع النوادي، فقد لعب مع نادي موتاجوا ‏.

## وصلات خارجية
- سالبادور بيرنارديز على موقع الاتحاد الدولي (مؤرشف)  (الإنجليزية)
- سالبادور بيرنارديز على موقع ناشيونال فوتبول تيمز (الإنجليزية)